# Responsible Business Alliance
Die Responsible Business Alliance, kurz (RBA), bis Oktober 2017 Electronic Industry Citizenship Coalition, ist eine Non-Profit-Koalition aus führenden Elektronikunternehmen, die sich der Einhaltung eines Verhaltenskodexes zur Nachhaltigkeit und der Verbesserung der Corporate Social Responsibility gewidmet haben.
Sitz ist Alexandria (Virginia), USA.

## Geschichte
Das EICC wurde 2004 von einer kleinen Gruppe von Elektronikherstellern als Electronic Industry Code of Conduct gegründet. In der Anfangsphase waren hauptsächlich ehrenamtliche Mitarbeiter eingestellt, bis 2013 schließlich bezahlte Arbeitskräfte angeheuert wurden.

## Mitglieder
- AcBel Polytech
- Acer
- Adobe Inc.
- Advanced Micro Devices
- Advanced Semiconductor Engineering
- Amazon.com
- Amkor Technology
- Analog Devices
- Apple
- Applied Materials
- Arista Networks
- Arris Group
- ASML Holding
- ASUSTeK Computer
- Avaya
- Best Buy
- Blackberry
- BMW Group
- Broadcom
- Brocade
- Celestica
- Chicony Electronics
- Ciena
- Cisco
- Citrix
- Compal Electronics
- Dell
- DirecTV
- Eastman Kodak Company
- Edwards
- EMC Corporation
- Fabrinet
- Fairchild Semiconductor
- FCI Electronics
- Flextronics
- Foxconn
- Freescale
- Garmin
- Genband
- Hewlett-Packard
- HGST
- HTC
- Hypertechnologies Ciara
- IBM
- Intel
- International Rectifier
- Isola Group
- Jabil
- Juniper Networks
- KLA Corporation
- Konica Minolta
- KYE Systems
- Lenovo
- Lexmark
- LG Electronics
- Logitech
- Longwell Company
- Marvell
- Micron Technology
- Microsoft
- ModusLink
- Molex
- Motorola Mobility
- Motorola Solutions
- NetApp
- Netgear
- New Kinpo Group
- Nu Mark
- Nvidia
- NXP Semiconductors
- ON Semiconductor
- Oracle
- Pace Plc
- PCH International
- Pegatron
- Philips
- Plexus
- Powertech Technology
- Qorvo
- Qualcomm
- Quanta Computer
- Samsung Electronics
- SanDisk
- Sanmina-SCI
- Seagate Technology
- Senju Metal
- Sierra Wireless
- SK Hynix
- Skyworks Solutions
- SMART Modular Technologies
- Sony
- Spansion
- STMicroelectronics
- SunEdison
- Symantec
- Taiwan Chinsan Electronics
- Industrial Co.
- TSMC
- Technicolor SA
- Texas Instruments
- Tokyo Electron
- TomTom
- Toshiba
- TT Electronics
- Vishay
- Western Digital
- Wistron
- Xerox
- XP Power
- Zebra Technologies